# Chilenoperla illiesi
Chilenoperla illiesi är en bäcksländeart som beskrevs av Nelson, C.H. 1973. Chilenoperla illiesi ingår i släktet Chilenoperla och familjen Gripopterygidae. Inga underarter finns listade i Catalogue of Life.